# Vespasia Polla
Vespasia Polla war die Mutter des römischen Kaisers Vespasian und die Großmutter seiner Nachfolger Titus und Domitian.
Vespasia entstammte einer ritterlichen Familie aus Nursia. Ihr Vater Vespasius Pollio war Lagerpräfekt, ihr Bruder erreichte die Prätur. Die Vorfahren ihrer Familie kamen aus Vespasiae bei Spoletum. Vespasia heiratete den Steuerpächter Titus Flavius Sabinus, mit dem sie drei Kinder hatte, eine Tochter, die noch im Kindesalter starb, und zwei Söhne, Sabinus und Vespasian. Nach dem Tod ihres Mannes blieb sie unverheiratet.
Ihr Sohn Sabinus wurde als erstes Mitglied seiner Familie in den Senat aufgenommen und war 62–68 Stadtpräfekt von Rom. Vespasian trat in seine Fußstapfen und wurde schließlich 69 römischer Kaiser. Sein Ehrgeiz soll dadurch geweckt worden sein, dass seine Mutter Vespasia ihn sarkastisch als „Lakaien seines Bruders“ bezeichnete.